# Sean Richardson
Seandre Antonio Richardson (Linden, 20 gennaio 1990) è un giocatore di football americano statunitense che gioca nel ruolo di safety nella National Football League (NFL) e dal 2015 è free agent. Dopo non essere stato scelto Draft NFL 2012 firmò coi Green Bay Packers. Al college ha giocato a football all'Università Vanderbilt.

## Carriera professionistica

### Green Bay Packers
Richardson non fu selezionato nel Draft 2012 ma firmò con i Green Bay Packers e riuscì ad entrare nei 53 uomini del roster attivo per l'inizio della stagione regolare. Nella sua stagione da rookie disputò 5 partite, nessuna delle quali come titolare, mettendo a segno 4 tackle.

## Statistiche
| Partite totali      | 22 |
| Partite da titolare | 0  |
| Tackle totali       | 42 |

Statistiche aggiornate alla stagione 2014